# 大野湖
大野湖是一个位于中国江西省波阳县的湖泊，面积约为1.83平方千米。